# Puttaparthi

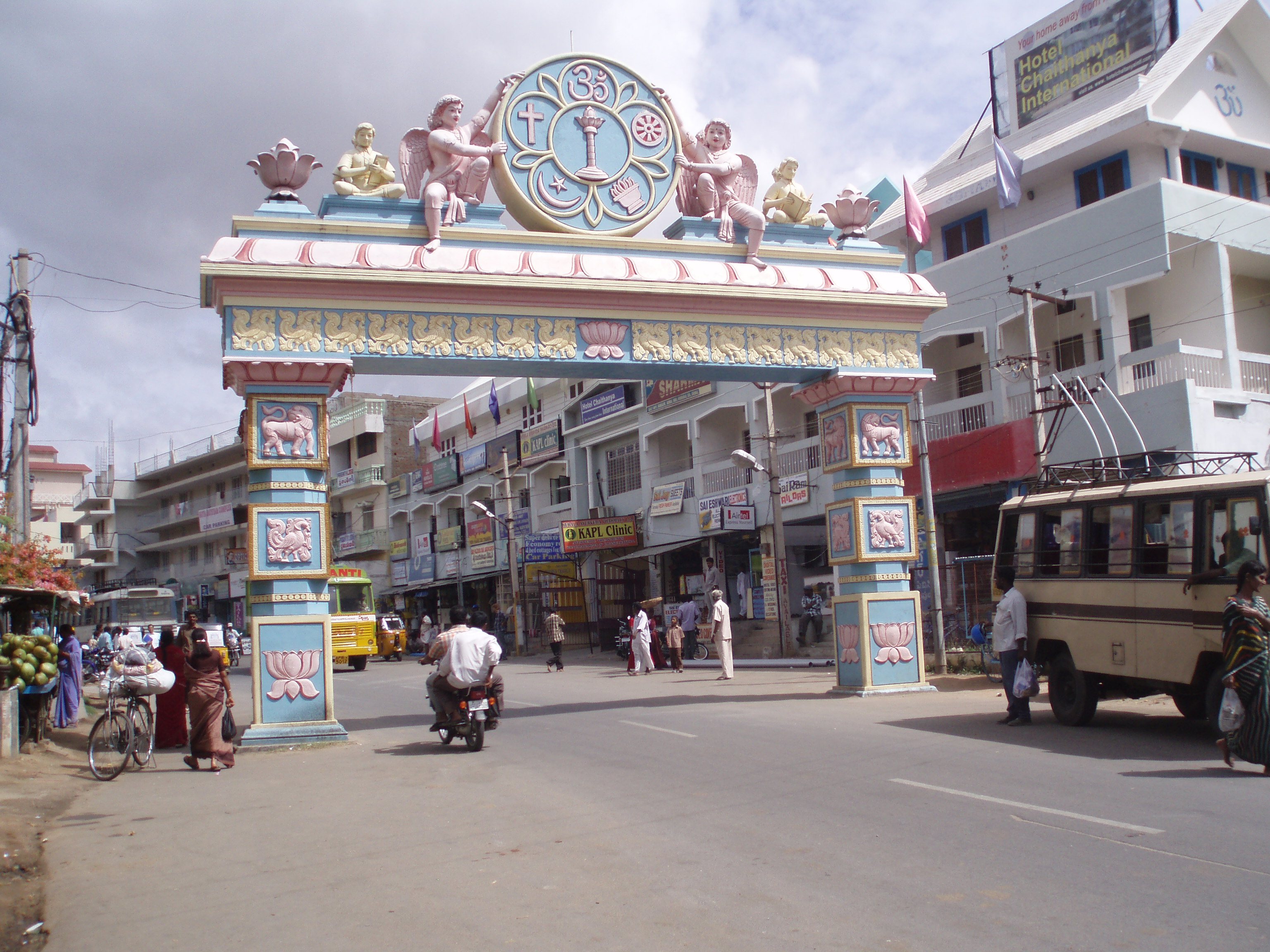
Puttaparthi.

Puttaparthi är en ort (formellt en by, village) i distriktet Anantpur i den indiska delstaten Andhra Pradesh. Folkmängden uppgick till 15 088 invånare vid folkräkningen 2011. Puttaparthi ligger 40 mil från Hyderabad i det bergiga gränsområdet mot Karnataka, och har blivit känt som födelseplatsen för Sathya Sai Baba. Turism och vallfart är viktiga näringar för orten.